# 第24回ブルーリボン賞 (鉄道)

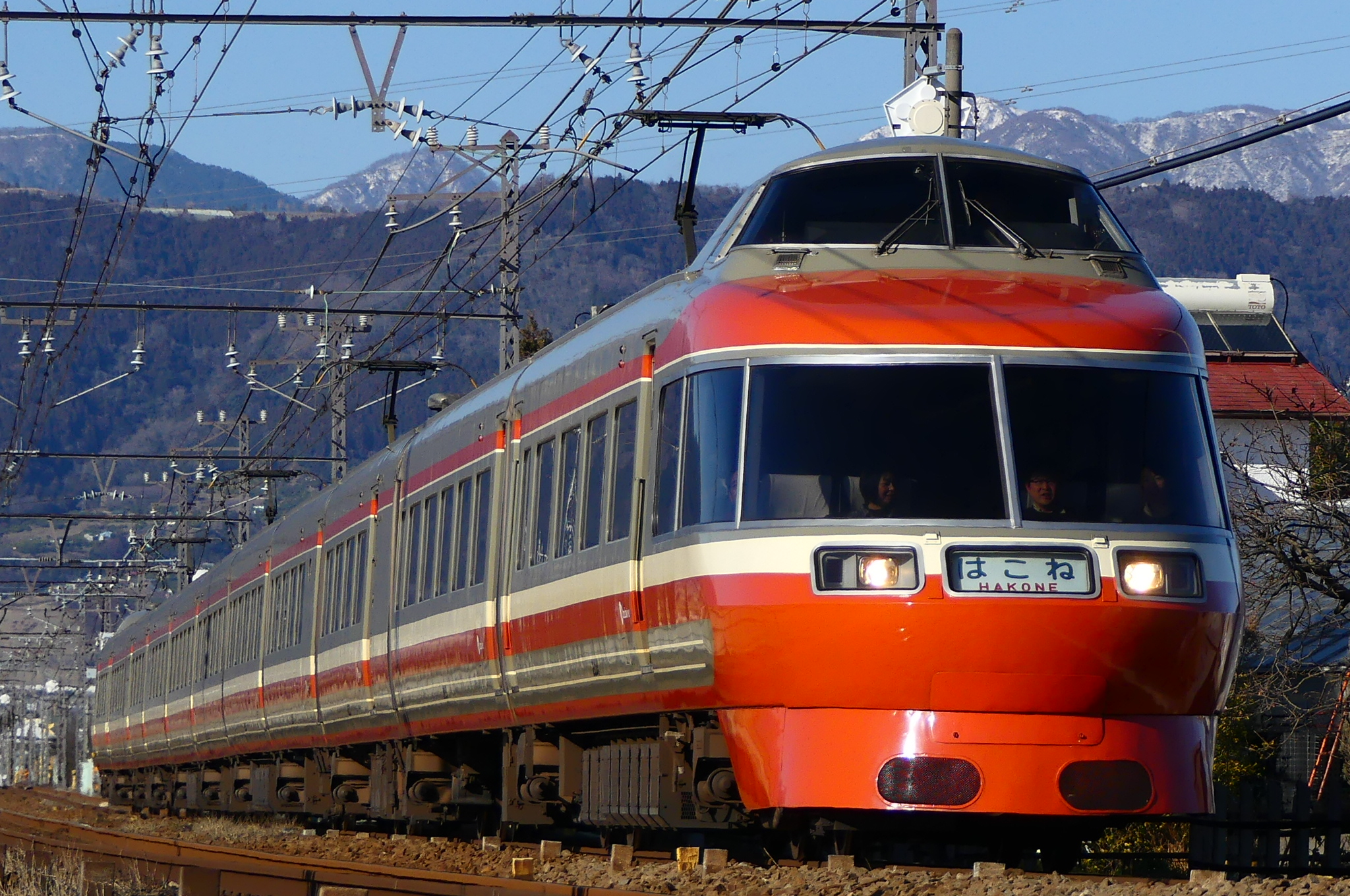
第24回ブルーリボン賞
小田急7000形

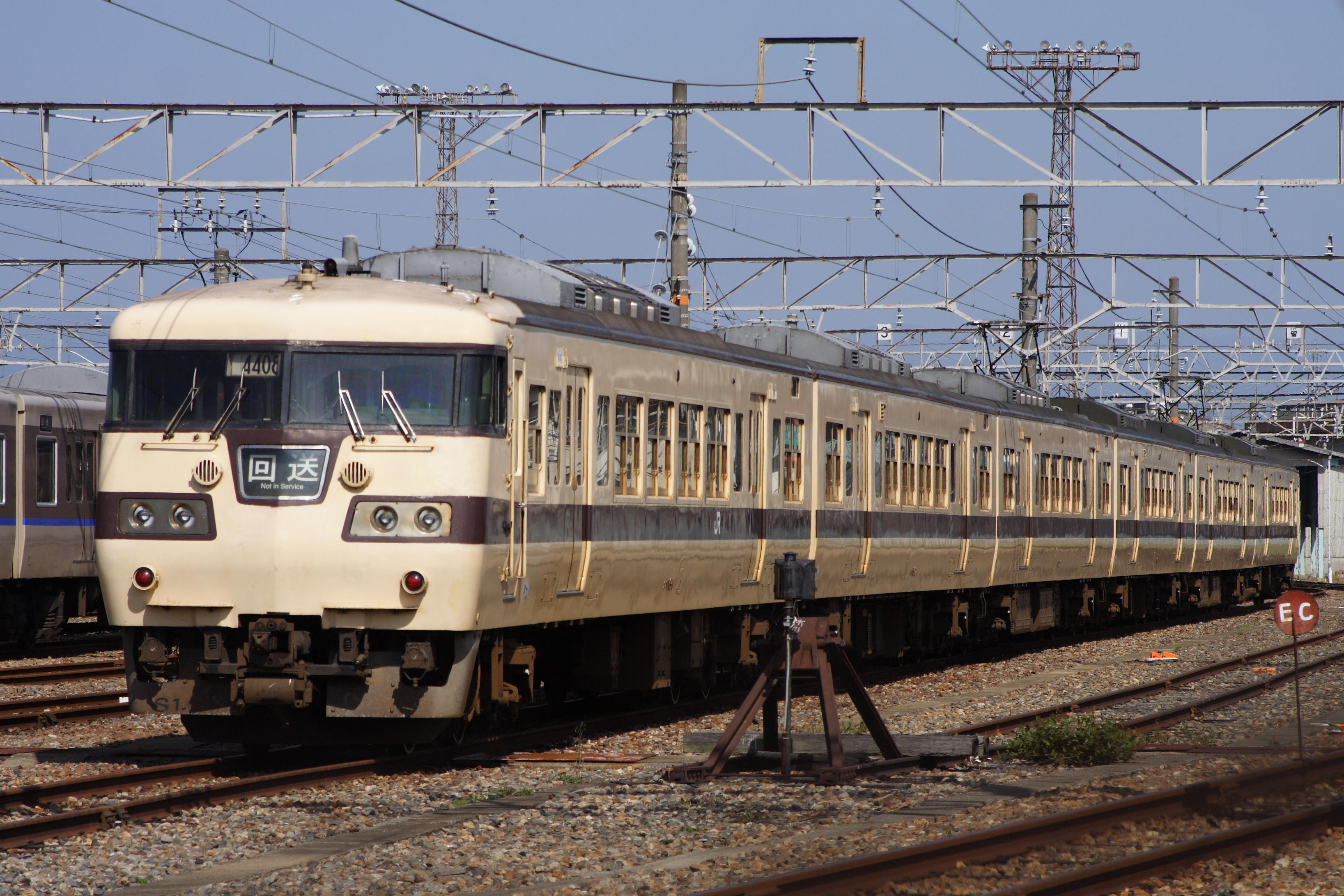
第21回ローレル賞
国鉄117系

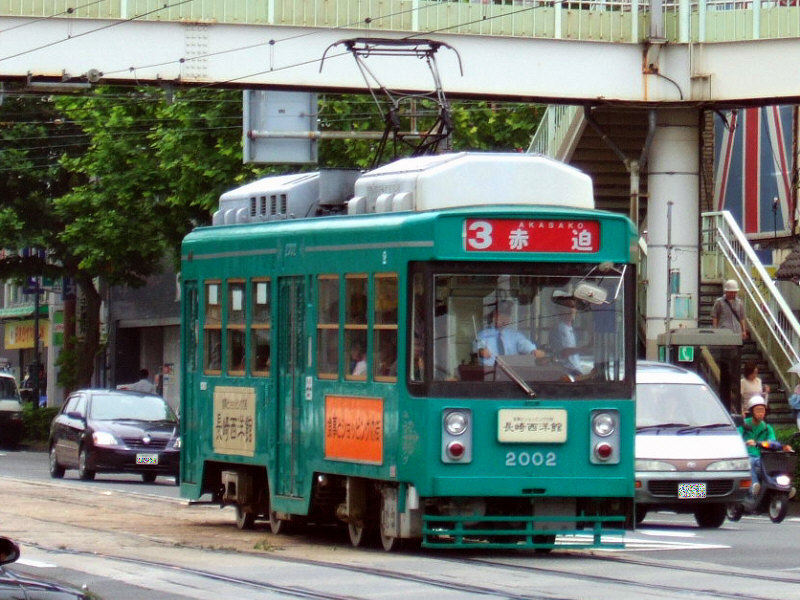
第21回ローレル賞
長崎電気軌道2000形

第24回ブルーリボン賞（だい24かいブルーリボンしょう）は、1981年に鉄道友の会が選定したブルーリボン賞である。本項では、第21回ローレル賞（だい21かいローレルしょう）についても併せて記す。

## 概要
日本国内で使用する鉄道・軌道車両のうち、1980年1月1日から12月31日までの間に日本国内で営業運転に就いた新形式車両またはそれとみなせる車両 で、候補車両決定の時点で現に営業をしていることを概ねの要件とする選定候補車両27車種のなかから、ブルーリボン賞1形式、ローレル賞2形式が選定された。

## 選定車両

### ブルーリボン賞
- 小田急電鉄 7000形電車（LSE）

### ローレル賞
- 日本国有鉄道 117系電車
- 長崎電気軌道 2000形電車

## 候補車両
鉄道友の会ブルーリボン賞・ローレル賞選考委員会が候補車両とした27車種。
| 会社名         | 車両形式 |
| -------------- | --- |
| 日本国有鉄道   | 117系電車 711系100番台電車 キハ28形2049気動車 キハ183系気動車 EF64形1000番台電気機関車 タム9800形貨車 タキ6950形貨車 タキ10950形貨車 タキ20350形貨車 タキ23500形貨車 トキ23900形貨車 ホキ10000形貨車 |
| 長野電鉄       | 10系電車 |
| 小田急電鉄     | 7000形電車 |
| 東京急行電鉄   | 8090系電車 |
| 湘南モノレール | 400形電車 |
| 大井川鉄道     | ナロ80形客車 |
| 遠州鉄道       | 30系モハ51・モハ61電車 |
| 名古屋鉄道     | モ880形電車 6000系電車5次車 |
| 名古屋市交通局 | 5000形電車 |
| 近畿日本鉄道   | 8800系電車 |
| 阪急電鉄       | 7000系電車 |
| 岡山電気軌道   | 岡軌7000型電車 |
| 広島電鉄       | 3500形電車 |
| 長崎電気軌道   | 2000形電車 |